# Idukkiella
Idukkiella is een geslacht van vliesvleugeligen uit de familie van de Eulophidae. De wetenschappelijke naam van dit geslacht werd voor het eerst geldig gepubliceerd in 2007 door T. C. Narendran.

## Soorten
Het geslacht Idukkiella is monotypisch en omvat slechts de volgende soort:
- Idukkiella elattariae Narendran, 2007